# Димитрій (Галицький)
Єпископ Димитрій (в миру Дмитро Еммануїлович Галицький; 1870, Херсонська губернія — 11 вересня 1932, Літин, Вінницька область) — єпископ Російської православної церкви, єпископ Проскурівський, вікарій Подільської єпархії.

## Життєпис
25 березня 1923 був хіротонізований на єпископа Старобільського, вікарія Харківської єпархії обновленстськими єпископами Євдокимом (Мещерським), Алексієм (Боженовим) та Іосифом (Михальчуком).
Як писав єпископ Онуфрій (Гагалюк), висловив чистосердечне каяття щодо відступництва від церкви через обновленський розкол і 5 листопада 1924 року прийнятий Патріархом Тихоном в спілкування з Церквою без вирішення питання про чиноприйом.
Згідно даних Мануїла Лемешевського, 1925 року призначений єпископом Пирятинським, вікарієм Полтавської єпархії. Однак у своєму листі від 1 лютого 1926 року єпископ Онуфрій (Гагалюк) пише, чи можна визнавати єпископську хіротонію єпископа Димитрія, створену обновленстськими ієрархами. Зважаючи каяття єпископа Димитрія, участь в його єпископській хіротонії двох єпископів, поставлених до розколу, враховуючи визнання Патріархом Тихоном обновленстської єпископської хіротонії Александра (Раєвського) і потребу Українського екзархату в єпископах, єпископ Онуфрій пропонує визнати цю хіротонію. При цьому він висловлює побажання «щоб Дмитро Галицький послужив церкві в межах України, але не в Одеській і Херсонській єпархіях, де ім'я Дмитра Галицького буде суперечливим».
З листопада 1926 року по вересень 1928 року висланий до Києва без права виїзду. Взяв участь в проведеному 25-28 січня 1928 року в Києві з'їзді єпископів України.
З вересня 1928 року — єпископ Проскуровський, вікарій і керівник Подільської єпархії.
Помер 11 вересня 1932 року в місті Літині Вінницької області, похований там же на місцевому кладовищі.